# Związek na rzecz Demokracji w Białorusi
Związek na rzecz Demokracji w Białorusi (ZDB) (biał. cyr. Зьвяз на карысць Дэмакратыі ў Беларусі, biał. łac. Źviaz na karysć Demakratyi ŭ Biełarusi) – stowarzyszenie zarejestrowane w 2004 r. w Warszawie, zrzeszające młodych białoruskich opozycjonistów mieszkających w Polsce oraz Polaków interesujących się białoruską tematyką. Istnieją także trzy regionalne koła ZDB: w Krakowie (kierownik Viktar Ivanoŭ), Poznaniu (kier. Vital Voranaŭ), Łodzi (kier. Janusz Wdzięczak) i Wrocławiu (kier. Vital Valuk).
Związek powstał w związku z narastającą brutalizacją reżimu Łukaszenki na Białorusi. Celem jest integracja środowisk białoruskich w Polsce oraz ich polskich zwolenników w celu szerszego informowania świata o sytuacji na Białorusi, wspieranie niezależnych organizacji na Białorusi, działanie na rzecz przemian demokratyczno-społecznych na Białorusi oraz współdziałanie z organizacjami praw człowieka w kwestii przestrzegania tych praw w Republice Białoruś.
ZDB, zgodnie z uchwalonym 10 listopada 2004 r. programem działalności, podejmuje następujące przedsięwzięcia:
1. Białoruska Muzyczna Partyzantka, w ramach której zapraszane są do Polski młode białoruskie zespoły rockowe. Cykliczna impreza ma charakter integracyjno-zapoznawczy. Białoruski rock (najważniejsze zespoły to N.R.M., Narodny Albom, Źmiaja, Krama i in.) jest jedną z ostoi patriotyzmu, artyści śpiewają w języku białoruskim, co samo w sobie jest obecnie wyrażeniem własnego poglądu na sytuację na Białorusi.
2. Akcja wysyłania paczek więźniom politycznym ma na celu wsparcie psychologiczne więźniów i ich rodzin.
3. Wymiana studencka w ramach organizacji IACES – ponieważ ta organizacja uczelni budowlanych nie posiada swojego oddziału na Białorusi, ZDB stara się znajdować szczególnie uzdolnionych studentów i w ten sposób umożliwiać im wyjazdy na stypendia zagraniczne.
4. Organizacja obozów integracyjnych, wycieczek, zwłaszcza na Podlasie, zamieszkane przez zwartą mniejszość białoruską.
5. Rozbudowa sieci informacyjnej w Polsce i Białorusi obejmująca rozpowszechnianie niezależnych artykułów na temat Białorusi oraz sytuacji w tym kraju.
6. Rozwój działalności kół regionalnych. Poza już istniejącymi ZDB stara się rozbudowywać sieć regionalnych kół – w stadium organizacyjnym znajduje się np. koło w Łodzi. Regionalne koła Związku mają dużą dozę niezależności, mogą na podstawie własnej inicjatywy organizować najróżniejsze akcje. Z Centrum oraz innymi kołami regionalnymi powinny koordynować jedynie akcje, obejmujące zasięgiem cały kraj.
7. Ścisła współpraca z polskimi partiami politycznymi. Lobbing na rzecz Białorusi jest niezwykle istotną dziedziną działalności Związku. W tym celu ZDB organizuje różne konferencje i debaty, także we współpracy z różnymi organizacjami polskimi, nie wyłączając partii politycznych.
8. Współpraca z białoruską i ukraińską mniejszością w Polsce na rzecz promowania i umacniania ich kultury w Polsce.
9. Wspieranie w Polsce inicjatyw społecznych, politycznych, kulturalnych dotyczących Białorusi, czyli działalność powiązana z dwoma poprzednimi punktami.
10. Wsparcie polskojęzycznego czasopisma o Białorusi „Akcent Białoruski”, które obejmuje poszukiwanie sponsorów dla pisma oraz publikowanie na jego łamach tekstów o tematyce związanej z Białorusią.
11. Organizacja przeglądów filmowych, umożliwiająca popularyzację kultury białoruskiej w Polsce.
12. Zbieranie i przekazywanie środków finansowych na potrzeby opozycji białoruskiej. Opozycja w Republice Białoruś nie może się obecnie pochwalić liderem na miarę Wiktora Juszczenki. Podejmowane są jednak akcje, mające na celu integrację partii opozycyjnych, od komunistów po nacjonalistów, z których najważniejszą jest koalicja Piątka Plus. ZDB wspiera tego typu inicjatywy.
13. Pomoc białoruskim studentom, wykluczonym poprzez białoruskie władze z uczelni za udział w działalności opozycyjnej.

Poza tym Związek na rzecz Demokracji na Białorusi przewiduje specjalne zaakcentowanie kilku dni w roku poprzez pikiety, manifestacje i akcje promocyjne:
- 25 marca – zakazane przez Łukaszenkę święto proklamowania Białoruskiej Republiki Ludowej w 1918 r.;
- 20/22 czerwca – Światowy Dzień Uchodźcy;
- 21 lipca – zakazany przez Łukaszenkę Dzień Niepodległości Białorusi (1991 r.);
- 27 listopada – rocznica wybuchu antybolszewickiego powstania słuckiego (1920 r.);
- 10 grudnia – Światowy Dzień Praw Człowieka, ustanowiony przez Organizację Narodów Zjednoczonych w rocznicę uchwalenia Powszechnej Deklaracji Praw Człowieka ONZ w 1948 r.